# Julie Towers
Pour les articles homonymes, voir Towers.
Julie Gail Towers, née le 12 octobre 1976 à Taree, est une joueuse australienne de hockey sur gazon.

## Biographie
Julie Towers participe à ses premiers Jeux olympiques à Sydney en 2000 ; elle remporte avec l'équipe nationale la médaille d'or. En 2004 à Athènes, elle termine cinquième.
Elle remporte aussi la Coupe du monde de hockey sur gazon féminin en 1998 et deux Champions Trophy.